# Vera Gheno
Vera Gheno (Gyöngyös, 5 ottobre 1975) è una linguista, saggista e attivista italiana.

## Biografia
Figlia di Danilo Gheno, che ha insegnato prima all'Università degli Studi di Firenze, poi all'Università degli Studi di Padova, e di Katalin Keresztesi, ha appreso come lingue madri l'italiano e l'ungherese. Diplomatasi al liceo classico Machiavelli di Firenze, si è laureata con una tesi in sociolinguistica il 12 aprile 2002 presso l'Università degli Studi di Firenze; il 2 giugno 2006, nella stessa università, ha conseguito il dottorato di ricerca in linguistica italiana. Ha collaborato dal 1999 al 2019 con l'Accademia della Crusca e dal 2018 al 2021 con la casa editrice Zanichelli; insegna all'Università di Firenze dove è ricercatrice a tempo determinato (di tipo A) dal settembre 2021.
Si occupa prevalentemente di comunicazione digitale e di diversità, equità e inclusione; molti suoi interventi su giornali o riviste riguardano il sessismo e l'inclusività nella lingua italiana. È una sostenitrice dell'uso dello scevà (-ǝ) in alcuni ambiti della lingua italiana scritta e orale, in luogo del maschile sovraesteso (ovvero dell’uso del maschile plurale per i sostantivi indicanti gruppi di persone tra cui almeno un maschio). Traduce libri dall'ungherese all'italiano per le Edizioni Anfora e, tra le altre case editrici, Adelphi. Dal marzo 2023 conduce il podcast settimanale Amare parole, prodotto da Il Post.

## Opere

### Saggi
- Guida pratica all'italiano scritto (senza diventare grammarnazi), Cesati, 2016
- Social-linguistica. Italiano e italiani dei social network, Cesati, 2017
- Tienilo acceso. Posta, commenta, condividi senza spegnere il cervello, con Bruno Mastroianni, Longanesi, 2018
- Femminili singolari. Il femminismo è nelle parole, Effequ, 2019
- La tesi di laurea. Ricerca, scrittura e revisione per chiudere in bellezza, Zanichelli, 2019
- Potere alle parole. Perché usarle meglio, Einaudi, 2019
- Prima l'italiano. Come scrivere bene, parlare meglio e non fare brutte figure, Newton Compton, 2019
- Parole contro la paura, Longanesi, 2020
- Trovare le parole. Abbecedario per una comunicazione, con Federico Faloppa, Edizioni Gruppo Abele, 2021
- Le ragioni del dubbio. L'arte di usare le parole, Einaudi, 2021
- Chiamami così. Normalità, diversità e tutte le parole nel mezzo, Il Margine, 2022
- Galateo della comunicazione, Cesati, 2023
- L'antidoto. 15 comportamenti che avvelenano la nostra vita in rete e come evitarli, Longanesi, 2023
- Grammamanti. Immaginare futuri con le parole, Einaudi, 2024
- Nessunə è normale, UTET, 2025

Curatele
- Parole d'altro genere, Rizzoli ("BUR"), 2023.

### Traduzioni
- Pál Békés, Il mago maldestro, Edizioni Anfora, 2003.
- Il piatto d'oro, in Milán Füst, Il cicisbeo e altri racconti, Edizioni Anfora, 2003.
- Imre Oravecz, Settembre 1972, Edizioni Anfora, 2004; 2ª ed. 2019.
- Selezione di racconti di Lajos Grendel in Lajos Grendel e Pavel Vilikovský, Il casanova slovacco e altro kitsch, Anfora, 2006.
- Paul Lendvai, Sulle liste nere, Edizioni Anfora, 2008.
- János Székely, Tentazione, Adelphi, 2009; 2ª ed. 2023.
- Péter Nádas, Libro di memorie, Baldini Castoldi Dalai, 2012 (cap. 18).
- Gyula Krúdy, Le avventure di Sinbad, Elliot, 2012.
- Angi Máté, C’era una volta, Edizioni Nikita-Barbès, 2012.
- Ágota Kristóf, Chiodi, Casagrande, 2018.
- Endre Ady, Il perdono della luna. Poesie 1906-1929 (con revisione di Gabriella Caramore), Marsilio, 2018.
- Imre Oravecz, L'uomo che pesca, Edizioni Anfora, 2023.
- Victor D. O. Santos (con illustrazioni di Anna Forlati), La cosa più preziosa, Terre di Mezzo, 2024 (traduzione dall'inglese).

#### Traduzioni di Magda Szabó
- Lolò, il principe delle fate, Edizioni Anfora, 2005, 2ª ed. 2020.
- Abigail, Edizioni Anfora, 2007, 2ª ed. 2017.
- Il momento (Creusaide), Edizioni Anfora, 2008.
- Per Elisa, Edizioni Anfora, 2010, 2ª ed. 2019.
- Affresco (capitoli 1-7), Edizioni Anfora, 2017.